# 10864 Yamagatashi
10864 Yamagatashi eller 1995 QS3 är en asteroid i huvudbältet som upptäcktes den 31 augusti 1995 av den japanske amatörastronomen Tomimaru Okuni vid Nanyō-observatoriet. Den är uppkallad efter den japanska staden Yamagata.
Asteroiden har en diameter på ungefär 21 kilometer.